# Al Roker
Albert Lincoln "Al" Roker, Jr., född 20 augusti 1954 i Queens, New York, är en amerikansk väderpresentatör och skådespelare. Han är mest känd för sin medverkan i morgonprogrammet The Today Show där han presenterat vädret sedan 1996.